# Велика Британія на Європейських іграх 2015
Велика Британія на перших Європейських іграх у Баку була представлена 160 атлетами у 13 видах спорту.

## Медалісти
| Медаль | Спортсмен            | Вид спорту        | Дисципліна                                | Дата      |
| ------ | -------------------- | ----------------- | ----------------------------------------- | --------- |
| Золото | Гордон Бенсон        | Тріатлон          | Чоловіки                                  | 14 червня |
| Золото | Чарлі Маддок         | Тхеквондо         | Чоловіки, до 49 кг                        | 16 червня |
| Золото | Джейд Джонс          | Тхеквондо         | Жінки, до 57 кг                           | 17 червня |
| Золото | Луїс Тоулсон         | Стрибки у воду    | Жінки, вишка                              | 18 червня |
| Золото | Амбер Гілл           | Стрільба          | Жінки, скит                               | 20 червня |
| Золото | Джеймс Гітлі         | Стрибки у воду    | Чоловіки, 3-метровий трамплін             | 20 червня |
| Золото | Метті Лі             | Стрибки у воду    | Чоловіки, вишка                           | 21 червня |
| Золото | Кетрін Торренс       | Стрибки у воду    | Жінки, 3-метровий трамплін                | 21 червня |
| Золото | Еббі Вуд             | Плавання          | Жінки, 400 м комплексним плаванням        | 23 червня |
| Золото | Голлі Гібботт        | Плавання          | Жінки, 800 м вільним стилем               | 23 червня |
| Золото | Данкан Скотт         | Плавання          | Чоловіки, естафета 4×100 м вільним стилем | 23 червня |
| Золото | Даніель Спірс        | Плавання          | Чоловіки, естафета 4×100 м вільним стилем | 23 червня |
| Золото | Мартін Волтон        | Плавання          | Чоловіки, естафета 4×100 м вільним стилем | 23 червня |
| Золото | Том Феннон           | Плавання          | Чоловіки, естафета 4×100 м вільним стилем | 23 червня |
| Золото | Кемерон Керл         | Плавання          | Чоловіки, естафета 4×100 м вільним стилем | 23 червня |
| Золото | Меттью Лі            | Плавання          | Чоловіки, естафета 4×100 м вільним стилем | 23 червня |
| Золото | Люк Грінбенк         | Плавання          | Чоловіки, 100 м на спині                  | 24 червня |
| Золото | Нікола Адамс         | Бокс              | Жінки, до 51 кг                           | 25 червня |
| Золото | Данкан Скотт         | Плавання          | Чоловіки, 100 м вільним стилем            | 26 червня |
| Золото | Люк Грінбенк         | Плавання          | Чоловіки, 200 м на спині                  | 26 червня |
| Золото | Джо Джойс            | Бокс              | Чоловіки, понад 91 кг                     | 26 червня |
| Золото | Річард Крюз          | Фехтування        | Чоловіки, командна рапіра                 | 27 червня |
| Золото | Маркус Мепстід       | Фехтування        | Чоловіки, командна рапіра                 | 27 червня |
| Золото | Александер Тофалідес | Фехтування        | Чоловіки, командна рапіра                 | 27 червня |
| Золото | Бен Пеггз            | Фехтування        | Чоловіки, командна рапіра                 | 27 червня |
| Золото | Данкан Скотт         | Плавання          | Чоловіки, 200 м вільним стилем            | 27 червня |
| Срібло | Лані Белчер          | Веслування        | Жінки, K-1 5000 м                         | 16 червня |
| Срібло | Джеймс Гітлі         | Стрибки у воду    | Чоловіки, 3-метровий синхронний трамплін  | 19 червня |
| Срібло | Росс Геслем          | Стрибки у воду    | Чоловіки, 3-метровий синхронний трамплін  | 19 червня |
| Срібло | Кетрін Дрісколл      | Стрибки на батуті | Жінки, індивідуальна першість             | 21 червня |
| Срібло | Данкан Скотт         | Плавання          | Змішана естафета 4×100 м вільним стилем   | 24 червня |
| Срібло | Даніель Спірс        | Плавання          | Змішана естафета 4×100 м вільним стилем   | 24 червня |
| Срібло | Мартін Волтон        | Плавання          | Змішана естафета 4×100 м вільним стилем   | 24 червня |
| Срібло | Кемерон Керл         | Плавання          | Змішана естафета 4×100 м вільним стилем   | 24 червня |
| Срібло | Джорджіа Коатс       | Плавання          | Змішана естафета 4×100 м вільним стилем   | 24 червня |
| Срібло | Дарсі Дікен          | Плавання          | Змішана естафета 4×100 м вільним стилем   | 24 червня |
| Срібло | Ханна Фезерстоун     | Плавання          | Змішана естафета 4×100 м вільним стилем   | 24 червня |
| Срібло | Мадлен Кромптон      | Плавання          | Змішана естафета 4×100 м вільним стилем   | 24 червня |
| Срібло | Джарвіс Паркінсон    | Плавання          | Чоловіки, 200 м комплексним плаванням     | 25 червня |
| Срібло | Данкан Скотт         | Плавання          | Чоловіки, естафета 4×200 м вільним стилем | 25 червня |
| Срібло | Мартін Волтон        | Плавання          | Чоловіки, естафета 4×200 м вільним стилем | 25 червня |
| Срібло | Кайл Чішолм          | Плавання          | Чоловіки, естафета 4×200 м вільним стилем | 25 червня |
| Срібло | Кемерон Керл         | Плавання          | Чоловіки, естафета 4×200 м вільним стилем | 25 червня |
| Срібло | Люк Грінбенк         | Плавання          | Змішана комбінована естафета 4×100 м      | 26 червня |
| Срібло | Чарлі Аттвуд         | Плавання          | Змішана комбінована естафета 4×100 м      | 26 червня |
| Срібло | Джорджіа Коатс       | Плавання          | Змішана комбінована естафета 4×100 м      | 26 червня |
| Срібло | Амелія Клайнс        | Плавання          | Змішана комбінована естафета 4×100 м      | 26 червня |
| Срібло | Джорджіа Коатс       | Плавання          | Змішана комбінована естафета 4×100 м      | 26 червня |
| Срібло | Джо Лічфілд          | Плавання          | Змішана комбінована естафета 4×100 м      | 26 червня |
| Срібло | Люк Девіс            | Плавання          | Змішана комбінована естафета 4×100 м      | 26 червня |
| Срібло | Еббі Вуд             | Плавання          | Змішана комбінована естафета 4×100 м      | 26 червня |
| Срібло | Ханна Фезерстоун     | Плавання          | Змішана комбінована естафета 4×100 м      | 26 червня |
| Срібло | Кемерон Керл         | Плавання          | Чоловіки, 200 м вільним стиолем           | 27 червня |
| Срібло | Данкан Скотт         | Плавання          | Чоловіча комбінована естафета 4×100 м     | 27 червня |
| Срібло | Чарлі Аттвуд         | Плавання          | Чоловіча комбінована естафета 4×100 м     | 27 червня |
| Срібло | Мартін Волтон        | Плавання          | Чоловіча комбінована естафета 4×100 м     | 27 червня |
| Срібло | Люк Грінбенк         | Плавання          | Чоловіча комбінована естафета 4×100 м     | 27 червня |
| Срібло | Кемерон Керл         | Плавання          | Чоловіча комбінована естафета 4×100 м     | 27 червня |
| Срібло | Кайл Чішолм          | Плавання          | Чоловіча комбінована естафета 4×100 м     | 27 червня |
| Срібло | Люк Девіс            | Плавання          | Чоловіча комбінована естафета 4×100 м     | 27 червня |
| Срібло | Джо Гулм             | Плавання          | Чоловіча комбінована естафета 4×100 м     | 27 червня |
| Бронза | Ед Макківер          | Веслування        | Чоловіки, K-1 200 м                       | 16 червня |
| Бронза | Джеймс Гітлі         | Стрибки у воду    | Чоловіки, 1-метровий трамплін             | 18 червня |
| Бронза | Лутало Мугаммад      | Тхеквондо         | Чоловіки, до 80 кг                        | 18 червня |
| Бронза | Райян Бартлетт       | Акробатика        | Змішані пари, багатоборство               | 19 червня |
| Бронза | Ханна Бон            | Акробатика        | Змішані пари, багатоборство               | 19 червня |
| Бронза | Брінн Беван          | Гімнастика        | Чоловіки, кінь                            | 20 червня |
| Бронза | Райян Бартлетт       | Акробатика        | Змішані пари, динаміка                    | 21 червня |
| Бронза | Ханна Бон            | Акробатика        | Змішані пари, динаміка                    | 21 червня |
| Бронза | Райян Бартлетт       | Акробатика        | Змішані пари, баланс                      | 21 червня |
| Бронза | Ханна Бон            | Акробатика        | Змішані пари, баланс                      | 21 червня |
| Бронза | Голлі Гібботт        | Плавання          | Жінки, естафета 4×100 м вільним стилем    | 23 червня |
| Бронза | Мадлен Кромптон      | Плавання          | Жінки, естафета 4×100 м вільним стилем    | 23 червня |
| Бронза | Джорджіа Коатс       | Плавання          | Жінки, естафета 4×100 м вільним стилем    | 23 червня |
| Бронза | Дарсі Дікен          | Плавання          | Жінки, естафета 4×100 м вільним стилем    | 23 червня |
| Бронза | Ханна Фезерстоун     | Плавання          | Жінки, естафета 4×100 м вільним стилем    | 23 червня |
| Бронза | Каїс Ашфак           | Бокс              | Чоловіки, до 56 кг                        | 24 червня |
| Бронза | Люк Девіс            | Плавання          | Чоловіки, 200 м на спині                  | 24 червня |
| Бронза | Сенді Райян          | Бокс              | Жінки, до 64 кг                           | 25 червня |
| Бронза | Лайла Блек           | Плавання          | Жінки, 200 м на спині                     | 25 червня |
| Бронза | Мартін Волтон        | Плавання          | Чоловіки, 200 м комплексним плаванням     | 25 червня |
| Бронза | Емма Кайн            | Плавання          | Жінки, комплексна естафета 4×100 м        | 25 червня |
| Бронза | Ребекка Шервін       | Плавання          | Жінки, комплексна естафета 4×100 м        | 25 червня |
| Бронза | Дарсі Дікен          | Плавання          | Жінки, комплексна естафета 4×100 м        | 25 червня |
| Бронза | Еббі Вуд             | Плавання          | Жінки, комплексна естафета 4×100 м        | 25 червня |
| Бронза | Лайла Блек           | Плавання          | Жінки, комплексна естафета 4×100 м        | 25 червня |
| Бронза | Джорджіа Коатс       | Плавання          | Жінки, комплексна естафета 4×100 м        | 25 червня |
| Бронза | Амелія Клайнс        | Плавання          | Жінки, комплексна естафета 4×100 м        | 25 червня |
| Бронза | Джош Келлі           | Бокс              | Чоловіки, до 69 кг                        | 26 червня |
| Бронза | Лаура Стефенс        | Плавання          | Жінки, 100 м баттерфляєм                  | 26 червня |
| Бронза | Голлі Гібботт        | Плавання          | Жінки, естафета 4×200 м вільним стилем    | 27 червня |
| Бронза | Мадлен Кромптон      | Плавання          | Жінки, естафета 4×200 м вільним стилем    | 27 червня |
| Бронза | Джорджіа Коатс       | Плавання          | Жінки, естафета 4×200 м вільним стилем    | 27 червня |
| Бронза | Дарсі Дікен          | Плавання          | Жінки, естафета 4×200 м вільним стилем    | 27 червня |
| Бронза | Ханна Фезерстоун     | Плавання          | Жінки, естафета 4×200 м вільним стилем    | 27 червня |
| Бронза | Еббі Вуд             | Плавання          | Жінки, 100 м комплексним плаванням        | 27 червня |
| Бронза | Чарлі Аттвуд         | Плавання          | Чоловіки, 100 м на спині                  | 27 червня |